# Erebia meolansella
Erebia meolansella är en fjärilsart som beskrevs av Ruggero Verity 1953. Erebia meolansella ingår i släktet Erebia och familjen praktfjärilar. Inga underarter finns listade i Catalogue of Life.